# 市川真由美
市川 真由美（いちかわ まゆみ、1974年4月29日 - ）は、日本の絵本作家、ウェブデザイナー。神奈川県平塚市出身。

## 経歴
- 2008年に『にんじゃつばめ丸』で絵本作家としてデビュー。

## 主な作品

### 絵本
- かみさまのめがね (絵・つちだのぶこ) ブロンズ新社
- にんじゃつばめ丸 (絵・山本孝) ブロンズ新社

### 紙芝居
- しんらんさまと やまぶしべんねん (絵・山本孝) 真宗大谷派宗務所 教育部 青少幼年センター準備室

### 翻訳絵本
- くまのグーのあつあつピザ (ハオ グワンツァイ(著)／ジュリアーノ フェッリ (イラスト)) ブロンズ新社